# منيات الشكل
منيات الشكل (الاسم العلمي: Aphidomorpha) هي تحت رتبة من الحشرات تتبع رتيبة قصيات الخرطوم من رتبة متشابهات الأجنحة.

## التصنيف
- المن
  - المنية
    - اللكنوساوات
      - اللكنوساوية الحقيقية